# オモクリ監督 〜O-Creator's TV show〜
『オモクリ監督 〜O-Creator's TV show〜』（オモクリかんとく オークリエイターズ ティーヴィー ショー）は、フジテレビ系列で2014年4月15日未明（14日深夜）から2015年9月13日まで放送されたバラエティ番組。通算45回（22回+23回）。2014年9月16日未明（15日深夜）までは『OV監督』（オーブイかんとく）の番組名で放送されていた。

## 概要
一流の発想力を持つ芸能人が監督となり、毎回テーマに沿った「オモブイ」（おもしろいVTR）を作成する。毎週4本の作品を放送し、MOV（最もおもしろいVTR）を世代別のゲスト審査員の投票により決める。
2013年12月7日未明（6日深夜）にフジバラナイト FRIの前半枠でパイロット版が放送された。レギュラー化初回放送は1:20 - 1:50。
2014年7月1日未明（6月30日深夜）放送分で、前身番組が2012年10月3日未明（2日深夜）に放送された『オフラインチェックTV』であることが明かされた。
2014年10月26日よりゴールデンタイムに昇格し、全国ネット放送となる。これに合わせ、番組名も『オモクリ監督 〜O-Creator's TV show〜』に改題され、審査委員長にビートたけし、進行役に吉田羊が新たに起用された。
ゴールデン昇格後、2014年12月7日までは毎週放送されていたが、視聴率は開始当初から低迷が続いている。その後は19時からの3時間特番・19:58からの2時間特番や、22時の『Mr.サンデー』（フジテレビ・関西テレビ共同制作）拡大版で頻繁に休止、1ヶ月以上放送されない事が2度もあり、また2015年7月は『FNS27時間テレビ』を筆頭とする特別番組のため、初めて一回も放送されなかった。
本番組は、2015年9月13日の放送を以て終了、ゴールデンでは1年弱の放送であったが、先述の休止多発で『OV監督』時代より1回多い「23回」であった。同年10月から、日曜19:00からの3時間枠をレギュラー番組として単発枠『日曜ファミリア』が新設される。

## 出演者
レギュラー監督
- 千原ジュニア（千原兄弟）
- バカリズム
- 劇団ひとり

審査委員長
- ビートたけし（『オモクリ監督 〜O-Creator's TV show〜』から出演）

進行
- 吉田羊（『オモクリ監督 〜O-Creator's TV show〜』から出演）
- 西山喜久恵（フジテレビアナウンサー、『オフラインチェックTV』・『OV監督』時代の進行）

## 放送リスト
| 2014年（オモクリ監督 〜O-Creator's TV show〜） | 2014年（オモクリ監督 〜O-Creator's TV show〜） | 2014年（オモクリ監督 〜O-Creator's TV show〜） | 2014年（オモクリ監督 〜O-Creator's TV show〜）                                               | 2014年（オモクリ監督 〜O-Creator's TV show〜）                                | 2014年（オモクリ監督 〜O-Creator's TV show〜） | 2014年（オモクリ監督 〜O-Creator's TV show〜） |
| #                                              | 放送日（CX）                                   | オモブイ（監督） | その他のコーナー（監督）                                                                     | ゲスト審査員                                                                  | 備考                                           | 視聴率                                         |
| ---------------------------------------------- | ---------------------------------------------- | --- | -------------------------------------------------------------------------------------------- | ----------------------------------------------------------------------------- | ---------------------------------------------- | ---------------------------------------------- |
| 1                                              | 10月26日                                       | テーマ「スタート」 「バツ1女性と教習所教官の新たなスタート」（マギー）MOV 「バッティングセンターの『どストレート』」（千原ジュニア） 「漫画で楽しむバカリズム 日本に初めてズボンが伝わった日」（バカリズム） 「いじめられっ子が空手道場に入門」（劇団ひとり） 「銭湯でパートを始めた女性が男湯で･･･」（シソンヌじろう） 「横断歩道を渡るのも1位にこだわる森脇健児」（有野晋哉（よゐこ） 「結婚を意識した女がスタートすること〜姑息編〜」（犬山紙子） | オモウタ 「大切なモノに贈る歌」 作詞：千原ジュニア 歌：川畑要（CHEMISTRY）                   | 北山宏光（Kis-My-Ft2） いとうせいこう Ami（E-girls）                          |                                                | 8.7%                                           |
| 2                                              | 11月2日                                        | テーマ「日曜日」 「サンデースペシャル 大物俳優と女優妻のぶらり旅」（秋山竜次（ロバート） 「授業参観の作文『日曜日のパパ』」（森ハヤシ） 「運動会の借り物競争 書かれていたのは?」（千原ジュニア）MOV 「子育てを頑張る妻に夫からサプライズ」（堂島孝平） 「ヒーローショー イエローの代役は?」（劇団ひとり） 「休日にくつろぐベッキー その心の声とは?」（バカリズム）                                                                                   | オモバン 「料理番組」（千原ジュニア）                                                        | オモブイ 坂上忍 西内まりや IVAN オモバン 綾小路翔（氣志團） 勝俣州和 ベッキー |                                                | 5.9%                                           |
| 3                                              | 11月9日                                        | テーマ「旅」 「友人と沖縄旅行 飛行機の席に格差」（劇団ひとり） 「漫画で楽しむバカリズム 山荘の密室殺人 犯人はオマエだ!」（バカリズム） 「13年ぶりの帰郷『親子』の絆」（シソンヌじろう） 「秘宝館に生まれた男の苦悩」（千原ジュニア） 「新曲『TOKAKUKA』初披露」（秋山竜次（ロバート））MOV | オモデイ 「ドラマチックなオモデイ」 永島優美編（劇団ひとり）                                 | 関根勤（審査委員長代理） 北山宏光（Kis-My-Ft2） 南沢奈央 遼河はるひ           | [ 注 1 ]                                       | 4.3%                                           |
| 4                                              | 11月16日                                       | テーマ「告白」 「刺殺体と血だらけのシャツを着た又吉」（又吉直樹（ピース）MOV 「幸福の黄色いハンカチ･･･のはずが」（飯尾和樹（ずん） 「学園恋愛モノ新ドラマ 恋多き男は誰とでもキス」（千原ジュニア） 「奥さんのために行ったパン屋 衝撃の光景」（バカリズム） 「接続詞がうまく使えない男」（坂上忍） 「『巡恋歌』のPVを作ってみた」（劇団ひとり） | オモレコ 「母をたずねて三千里」 （又吉直樹（ピース））（シソンヌじろう）                     | 綾小路翔（氣志團） 勝俣州和 ベッキー                                          |                                                | 5.3%                                           |
| 5                                              | 11月23日                                       | テーマ「仕事」 「サラリーマンの昼食 オススメはどれ?」（秋山竜次（ロバート）） 「刑事ドラマ 緊迫の?銃撃アクション」（劇団ひとり） 「必殺『の』仕事人2014」（森ハヤシ） 「洋服屋の奥に隠された アレの専門店」（シソンヌじろう）MOV 「構想1年半? 映画『知る人』」（千原ジュニア） 「美容師?ストーカー? 本当の仕事は･･･」（笠原秀幸） 「牛丼屋のアルバイト中に停電!」（田中卓志（アンガールズ） 「出川哲朗 新境地に挑む」（濱口優（よゐこ））            | -                                                                                            | 高島礼子 伊集院光 新井浩文                                                    |                                                | 5.2%                                           |
| 6                                              | 11月30日                                       | テーマ「プレゼント」 「プロ野球 ヤクルト畠山選手への副賞は･･･」（千原ジュニア） 「子どもだけに見える妖精へのプレゼント」（バカリズム） 「楽器を見つめる少年 本当に欲しかったのは?」（富澤たけし（サンドウィッチマン） 「もとに戻す男」（阿諏訪泰義（うしろシティ） 「ミュージカル『プレゼント』」（堂島孝平）MOV 「視聴者プレゼントを断る男」（秋山竜次（ロバート））                                                                                | オモバン 「ドラマチックなクイズ番組」（劇団ひとり） キャスト 山崎樹範 菊池和澄 中島愛里 桂弘 | 中村アン いとうせいこう 土屋アンナ                                            |                                                | 5.7%                                           |
| 7                                              | 12月7日                                        | テーマ「チャンス」 「お相撲さんの夢『バスケがしたい』」（バカリズム）MOV 「ピンチはチャンス!の男に災難」（劇団ひとり） 「モデルに憧れた春菜へのオファーは?」（箕輪はるか（ハリセンボン） 「パンチラに人生を賭けた男の結末」（ケンドーコバヤシ） 「コレ見入るヤツじゃねぇから!」（シソンヌじろう） 「願い叶うチャンスカード 最後の1枚」（森ハヤシ） 「お母さんの個展 出資者求ム!」（川村エミコ（たんぽぽ）                                            | オモウタ 「ウィンターソング」 作詞：秋山竜次（ロバート） 歌：川畑要（CHEMISTRY）             | Ami（E-girls） 川畑要（CHEMISTRY） 平井理央                                   |                                                | 4.9%                                           |

| 2015年（オモクリ監督 〜O-Creator's TV show〜） | 2015年（オモクリ監督 〜O-Creator's TV show〜） | 2015年（オモクリ監督 〜O-Creator's TV show〜） | 2015年（オモクリ監督 〜O-Creator's TV show〜） | 2015年（オモクリ監督 〜O-Creator's TV show〜） | 2015年（オモクリ監督 〜O-Creator's TV show〜） | 2015年（オモクリ監督 〜O-Creator's TV show〜） |
| #                                              | 放送日（CX）                                   | オモブイ（監督） | その他のコーナー（監督）                       | ゲスト審査員                                   | 備考                                           |                                                |
| ---------------------------------------------- | ---------------------------------------------- | --- | ---------------------------------------------- | ---------------------------------------------- | ---------------------------------------------- | ---------------------------------------------- |
| 8                                              | 1月25日                                        | 第一回MOVアワード テーマ「土下座」「黄門の印籠に土下座したけど･･･」（バカリズム） テーマ「アナウンサー」「アナウンサー予備校に修羅場が!」（シソンヌじろう） テーマ「願い」「てるてる坊主の報われない闘い」（バカリズム） テーマ「クレーム」「交通ルールを守りすぎるドラマ」（千原ジュニア） テーマ「さよなら」「時限爆弾『赤を切れ!』」（千原ジュニア） テーマ「アイドル」「アイドル川島省子DVD」（劇団ひとり）MOVアワード テーマ「メダル」「金メダル獲得!その方法とは?」（劇団ひとり） テーマ「海」「間が悪い男」（森ハヤシ） | TOKAKUKAリサイタル完全密着                     | いとうせいこう 北山宏光（Kis-My-Ft2） 渡辺早織 |                                                |                                                |

## 主なコーナー
オモブイ
当番組のメインの内容。
番組におけるコーナー
不定期に放送されるもの
- オモロク - 6秒動画。けみおなどが出演
- オモウタ - 面白い“曲”を創作
- オモバン - 面白い“テレビ番組”を創作
- オモデイ - 有名人の“とある1日”を監督のアイデアで“面白い1日”に演出する
- オモレコ - 番組の用意した“アニメの名シーン”をセリフを変更させて面白くさせる
- 出張!オモクリ監督 - 視聴者の方々から寄せられた「あの監督に、こんなVTR作ってほしい」という要望に応える

## テーマ曲
- 「オモクリ監督 〜9時過ぎの憂鬱を蹴飛ばして〜」 - 高橋優（ワーナーミュージック・ジャパン）

番組のために制作され『明日はきっといい日になる』と共に作られた。
「ご当地応援ソング」で第一回が秋田編のため秋田出身の高橋がゲスト出演。収録後にオモクリ監督3人（千原ジュニア、バカリズム、劇団ひとり）にボツとなった『明日はきっといい日になる』のシングル化に伴いPV出演及び自らが監督となるため交渉し実現。監督は高橋優。
千原ジュニアは「電車の中で押されて書類をばら撒いて周囲に無視されるサラリーマンに対し唯一書類拾いを手伝うサラリーマン」、バカリズムは「学校で酷いいじめに遭う女の子が堪えきれず屋上に逃げたのを追いかけ後ろから傘に入れハンカチを差し出す教師」、劇団ひとりは「雨の中ギターを弾きながら歌う青年」を演じており、高橋は「電車の中でサラリーマンにぶつかる客」と「雨の中で歌う青年の前でノリノリで歌う客」として出演している。
サブタイトルは番組が日曜9時から開始することに由来。
「明日はきっといい日になる」のタイトルは番組のサブタイトル「明日からがちょっと『オモ』になる」からインスパイアされた。
本作は激しいロック調でタイトルを叫ぶように繰り返す歌詞だが「明日はきっといい日になる」とは逆でスローテンポである。

## ネット局と放送時間

### パイロット版
| 放送対象地域   | 放送局                    | 系列           | 放送日時                              | 遅れ      |
| -------------- | ------------------------- | -------------- | ------------------------------------- | --------- |
| 関東広域圏     | フジテレビ（CX）          | フジテレビ系列 | 2013年12月7日 1:05 - 2:05（6日深夜）  | 制作局    |
| 岩手県         | 岩手めんこいテレビ（mit） | フジテレビ系列 | 2014年2月17日 0:30 - 1:30（16日深夜） | 72日遅れ  |
| 新潟県         | 新潟総合テレビ（NST）     | フジテレビ系列 | 2014年3月25日 0:50 - 1:50（24日深夜） | 108日遅れ |
| 長野県         | 長野放送（NBS）           | フジテレビ系列 | 2014年3月25日 0:50 - 1:50（24日深夜） | 108日遅れ |
| 愛媛県         | テレビ愛媛（EBC）         | フジテレビ系列 | 2014年3月25日 0:50 - 1:50（24日深夜） | 108日遅れ |
| 秋田県         | 秋田テレビ（AKT）         | フジテレビ系列 | 2014年4月8日 0:35 - 1:35（7日深夜）   | 122日遅れ |
| 岡山県・香川県 | 岡山放送（OHK）           | フジテレビ系列 | 2014年4月14日 1:40 - 2:40（13日深夜） | 128日遅れ |
| 北海道         | 北海道文化放送（uhb）     | フジテレビ系列 | 2014年4月20日 1:40 - 2:40（19日深夜） | 134日遅れ |
| 山形県         | さくらんぼテレビ（SAY）   | フジテレビ系列 | 2014年4月21日 0:40 - 1:40（20日深夜） | 135日遅れ |
| 福岡県         | テレビ西日本（TNC）       | フジテレビ系列 | 2014年4月21日 1:25 - 2:25（20日深夜） | 135日遅れ |

- 2014年春にパイロット版を遅れ放送する地域は、レギュラー放送のプレ特番を兼ねる。

### レギュラー版 （『OV監督』・第8地区（エリア2） / フジバラナイト MON時代）
| 放送対象地域   | 放送局                    | 系列           | 放送日時                     | 放送期間                 | 遅れ       |
| -------------- | ------------------------- | -------------- | ---------------------------- | ------------------------ | ---------- |
| 関東広域圏     | フジテレビ（CX）          | フジテレビ系列 | 火曜 1:00 - 1:30（月曜深夜） | 2014年4月15日 - 9月16日  | 制作局     |
| 宮城県         | 仙台放送（OX）            | フジテレビ系列 | 火曜 1:00 - 1:30（月曜深夜） | 2014年4月15日 - 9月16日  | 同時ネット |
| 秋田県         | 秋田テレビ（AKT）         | フジテレビ系列 | 火曜 1:00 - 1:30（月曜深夜） | 2014年4月15日 - 9月16日  | 同時ネット |
| 長野県         | 長野放送（NBS）           | フジテレビ系列 | 火曜 1:00 - 1:30（月曜深夜） | 2014年4月15日 - 9月16日  | 同時ネット |
| 静岡県         | テレビ静岡（SUT）         | フジテレビ系列 | 火曜 1:00 - 1:30（月曜深夜） | 2014年4月15日 - 9月16日  | 同時ネット |
| 岡山県・香川県 | 岡山放送（OHK）           | フジテレビ系列 | 火曜 1:00 - 1:30（月曜深夜） | 2014年4月15日 - 9月16日  | 同時ネット |
| 愛媛県         | テレビ愛媛（EBC）         | フジテレビ系列 | 火曜 1:00 - 1:30（月曜深夜） | 2014年4月15日 - 9月16日  | 同時ネット |
| 高知県         | 高知さんさんテレビ（KSS） | フジテレビ系列 | 火曜 1:00 - 1:30（月曜深夜） | 2014年4月15日 - 9月16日  | 同時ネット |
| 新潟県         | 新潟総合テレビ（NST）     | フジテレビ系列 | 火曜 0:40 - 1:10（月曜深夜） | 2014年4月22日 - 9月23日  | 7日遅れ    |
| 北海道         | 北海道文化放送（uhb）     | フジテレビ系列 | 火曜 0:55 - 1:25（月曜深夜） | 2014年4月22日 - 9月23日  | 7日遅れ    |
| 広島県         | テレビ新広島（TSS）       | フジテレビ系列 | 火曜 1:05 - 1:35（月曜深夜） | 2014年4月22日 - 9月23日  | 7日遅れ    |
| 富山県         | 富山テレビ（BBT）         | フジテレビ系列 | 火曜 1:45 - 2:15（月曜深夜） | 2014年4月22日 - 9月23日  | 7日遅れ    |
| 中京広域圏     | 東海テレビ（THK）         | フジテレビ系列 | 土曜 2:50 - 3:20（金曜深夜） | 2014年4月23日 - 10月25日 | 39日遅れ   |
| 福岡県         | テレビ西日本（TNC）       | フジテレビ系列 | 金曜 1:05 - 1:35（木曜深夜） | 2014年4月25日 -          | 10日遅れ   |
| 山形県         | さくらんぼテレビ（SAY）   | フジテレビ系列 | 月曜 0:40 - 1:10（日曜深夜） | 2014年4月28日 -          | 13日遅れ   |
| 熊本県         | テレビくまもと（TKU）     | フジテレビ系列 | 水曜 0:35 - 1:05（火曜深夜） | 2014年4月30日 -          | 15日遅れ   |
| 岩手県         | 岩手めんこいテレビ（mit） | フジテレビ系列 | 日曜 1:05 - 1:35（土曜深夜） | 2014年5月4日 -           | 19日遅れ   |
| 近畿広域圏     | 関西テレビ（KTV）         | フジテレビ系列 | 水曜 2:29 - 2:59（火曜深夜） | 2014年7月16日 - 10月22日 | 36日遅れ   |

### 特別番組（ゴールデンタイム進出2時間SP）
| 放送対象地域   | 放送局                | 系列           | 放送曜日・放送時間                     | 備考     |
| -------------- | --------------------- | -------------- | -------------------------------------- | -------- |
| 関東広域圏     | フジテレビ（CX）      | フジテレビ系列 | 2014年9月14日 2:33 - 4:33（13日深夜）  | 制作局   |
| 北海道         | 北海道文化放送（uhb） | フジテレビ系列 | 2014年10月4日 0:55 - 2:55（3日深夜）   | 20日遅れ |
| 熊本県         | テレビくまもと（TKU） | フジテレビ系列 | 2014年10月8日 1:00 - 2:55（7日深夜）   | 24日遅れ |
| 岡山県・香川県 | 岡山放送（OHK）       | フジテレビ系列 | 2014年9月30日 1:50 - 3:50（29日深夜）  | 16日遅れ |
| 中京広域圏     | 東海テレビ（THK）     | フジテレビ系列 | 2014年10月19日 1:45 - 3:45（18日深夜） | 35日遅れ |

### レギュラー版 （ゴールデンタイム時代）
| 放送対象地域   | 放送局                    | 系列                                                  | 放送期間                       | 放送時間（JST）              | 備考・脚注 |
| -------------- | ------------------------- | ----------------------------------------------------- | ------------------------------ | ---------------------------- | ---------- |
| 関東広域圏     | フジテレビ（CX）          | フジテレビ系列                                        | 2014年10月26日 - 2015年9月13日 | 日曜 21:00 - 21:54           | 【制作局】 |
| 北海道         | 北海道文化放送（UHB）     | フジテレビ系列                                        | 2014年10月26日 - 2015年9月13日 | 日曜 21:00 - 21:54           | 同時ネット |
| 岩手県         | 岩手めんこいテレビ（MIT） | フジテレビ系列                                        | 2014年10月26日 - 2015年9月13日 | 日曜 21:00 - 21:54           | 同時ネット |
| 宮城県         | 仙台放送（OX）            | フジテレビ系列                                        | 2014年10月26日 - 2015年9月13日 | 日曜 21:00 - 21:54           | 同時ネット |
| 秋田県         | 秋田テレビ（AKT）         | フジテレビ系列                                        | 2014年10月26日 - 2015年9月13日 | 日曜 21:00 - 21:54           | 同時ネット |
| 山形県         | さくらんぼテレビ（SAY）   | フジテレビ系列                                        | 2014年10月26日 - 2015年9月13日 | 日曜 21:00 - 21:54           | 同時ネット |
| 福島県         | 福島テレビ（FTV）         | フジテレビ系列                                        | 2014年10月26日 - 2015年9月13日 | 日曜 21:00 - 21:54           | 同時ネット |
| 新潟県         | 新潟総合テレビ（NST）     | フジテレビ系列                                        | 2014年10月26日 - 2015年9月13日 | 日曜 21:00 - 21:54           | 同時ネット |
| 長野県         | 長野放送（NBS）           | フジテレビ系列                                        | 2014年10月26日 - 2015年9月13日 | 日曜 21:00 - 21:54           | 同時ネット |
| 静岡県         | テレビ静岡（SUT）         | フジテレビ系列                                        | 2014年10月26日 - 2015年9月13日 | 日曜 21:00 - 21:54           | 同時ネット |
| 富山県         | 富山テレビ（BBT）         | フジテレビ系列                                        | 2014年10月26日 - 2015年9月13日 | 日曜 21:00 - 21:54           | 同時ネット |
| 石川県         | 石川テレビ（ITC）         | フジテレビ系列                                        | 2014年10月26日 - 2015年9月13日 | 日曜 21:00 - 21:54           | 同時ネット |
| 福井県         | 福井テレビ（FTB）         | フジテレビ系列                                        | 2014年10月26日 - 2015年9月13日 | 日曜 21:00 - 21:54           | 同時ネット |
| 中京広域圏     | 東海テレビ（THK）         | フジテレビ系列                                        | 2014年10月26日 - 2015年9月13日 | 日曜 21:00 - 21:54           | 同時ネット |
| 近畿広域圏     | 関西テレビ（KTV）         | フジテレビ系列                                        | 2014年10月26日 - 2015年9月13日 | 日曜 21:00 - 21:54           | 同時ネット |
| 島根県・鳥取県 | 山陰中央テレビ（TSK）     | フジテレビ系列                                        | 2014年10月26日 - 2015年9月13日 | 日曜 21:00 - 21:54           | 同時ネット |
| 岡山県・香川県 | 岡山放送（OHK）           | フジテレビ系列                                        | 2014年10月26日 - 2015年9月13日 | 日曜 21:00 - 21:54           | 同時ネット |
| 広島県         | テレビ新広島（TSS）       | フジテレビ系列                                        | 2014年10月26日 - 2015年9月13日 | 日曜 21:00 - 21:54           | 同時ネット |
| 愛媛県         | テレビ愛媛（EBC）         | フジテレビ系列                                        | 2014年10月26日 - 2015年9月13日 | 日曜 21:00 - 21:54           | 同時ネット |
| 高知県         | 高知さんさんテレビ（KSS） | フジテレビ系列                                        | 2014年10月26日 - 2015年9月13日 | 日曜 21:00 - 21:54           | 同時ネット |
| 福岡県         | テレビ西日本（TNC）       | フジテレビ系列                                        | 2014年10月26日 - 2015年9月13日 | 日曜 21:00 - 21:54           | 同時ネット |
| 佐賀県         | サガテレビ（STS）         | フジテレビ系列                                        | 2014年10月26日 - 2015年9月13日 | 日曜 21:00 - 21:54           | 同時ネット |
| 長崎県         | テレビ長崎（KTN）         | フジテレビ系列                                        | 2014年10月26日 - 2015年9月13日 | 日曜 21:00 - 21:54           | 同時ネット |
| 熊本県         | テレビくまもと（TKU）     | フジテレビ系列                                        | 2014年10月26日 - 2015年9月13日 | 日曜 21:00 - 21:54           | 同時ネット |
| 鹿児島県       | 鹿児島テレビ（KTS）       | フジテレビ系列                                        | 2014年10月26日 - 2015年9月13日 | 日曜 21:00 - 21:54           | 同時ネット |
| 沖縄県         | 沖縄テレビ（OTV）         | フジテレビ系列                                        | 2014年10月26日 - 2015年9月13日 | 日曜 21:00 - 21:54           | 同時ネット |
| 宮崎県         | テレビ宮崎（UMK）         | フジテレビ系列 日本テレビ系列 テレビ朝日系列 クロス局 | 2014年11月6日 - 2015年9月24日  | 木曜 0:54 - 1:51（水曜深夜） | 遅れネット |
| 山口県         | テレビ山口（TYS）         | TBS系列                                               | 2015年1月7日 -                 | 水曜 23:58 - 翌0:53          | 遅れネット |

- 前番組まで遅れネットで放送していたテレビ大分は非ネット。

## スタッフ
※=オモクリ監督から加入
- ナレーター：佐藤アサト（佐藤→※）
- 構成：鈴木おさむ、松本真一、くらなり、山内正之、大井達朗、中藤洋、今井太郎、なかじまはじめ、南山ゆきひろ※
- TP：高瀬義美
- SW：小川利行
- カメラ：宮崎健司
- 映像：高木稔 ※
- 音声：加瀬悦史
- 照明：堀江泰輔、本澤啓史
- 編集：清野和敬、渡邊実
- MA：足達健太郎
- 音響効果：斉藤信之
- 美術制作：三竹寛典
- 美術進行：内山高太郎、椛田学
- デザイン：安部彩
- 大道具：宮路博貴
- アクリル装飾：谷口航平
- 電飾※：下地邦弥
- 小道具：百瀬貴弥
- メイク：山田かつら
- 美術協力：ニイルセン、ゑりまき（ゑり→※）
- CG：鈴木鉄平、パークグラフィックス（パーク→※）
- CG技術※：飯田智之、遠山健太郎、中山陽介
- 技術協力：ニユーテレス、fmt、IMAGICA、モアバウンスサウンド（モア→※）
- 制作協力※：オフィス北野
- 広報：瀬田裕幸※
- TK：星美香
- デスク：岡原香織
- 制作進行※：岡野彰男
- AP：勝又郁乃※
- 制作P※：松本明美、坪井理紗
- ディレクター：渡辺剛、住田崇、石武士、嶋田武史、横尾初喜、名城ラリータ、伊藤嘉彦、高橋正尚、山田賢太郎、亀山剛志（亀山→※）、市村智哉、折原綾平（市原・折原→※）
- プロデューサー：朝妻一※
- CP・演出：塩谷亮（OV監督はプロデューサー・演出）
- 制作：フジテレビバラエティ制作部
- 制作著作：フジテレビ

### 過去のスタッフ

#### OV監督
- 構成：細田哲也、宮澤一彰、鍵谷友悟、北野克哉
- ナレーション：奥寺健、石本沙織、斉藤舞子
- 映像：高橋正直
- 写真協力：アフロ、ゲッティ
- 撮影協力：蔵元居酒屋清龍
- 編成：加藤達也
- 広報：加藤麻衣子
- AP：澁川大輔→笹川正平

## 映画祭
2015年6月4日より開催の国際短編映画祭「ショートショート フィルムフェスティバル&アジア」のコンペティション部門に、千原ジュニア、バカリズム、劇団ひとり、森ハヤシの4人が作品を応募。コンペ部門のジャパン部門で、応募総数363作品のうちノミネートが決定した22作品の中にこの4作品全てが入った。地球環境をテーマとした作品を紹介する「地球を救え!部門」に応募した4作品も上映が行われる。